# Escola 7 de Setembro
A Escola 7 de Setembro (EEEFM 7 de Setembro - Escola Estadual de Ensino Fundamental e Médio 7 de Setembro) é uma das 416 escolas públicas estaduais de Rondônia, sendo a maior Escola de Espigão do Oeste em número de alunos matriculados e a melhor da cidade no ENEM, nas Olimpíadas de Matemática e segundo pesquisas de opinião pública. Foi criada, legalmente, pelo Decreto 699 em 11 de março de 1973 e está situada na Rua Suruí, nº 2845, no centro da cidade. Em 2012 passou a atender apenas alunos do Ensino Médio.

## História
Em 1970, quando algumas pessoas organizaram um desfile cívico no dia 7 de Setembro, moradores deram conta da necessidade de uma escola na vila de Espigão (atual cidade de Espigão do Oeste), pois o número de crianças em idade escolar estava em torno de vinte e cinco. Então, dona Aurelisa Nogueira Bispo, resolveu ensinar o pouco que sabia a algumas dessas crianças, em sua própria casa. Contudo, antes de finalizar o ano, alguns pais solicitaram ao Sr. Francisco Arruda, agrimensor da firma ltaporanga, colonizadora da região, que intercedesse junto às autoridades competentes, de que fossem tomadas providências para a criação de uma escola.
Então em fevereiro de 1971, foi solicitado junto a a professora Marise Castiel, Diretora da Divisão de Ensino do Território Federal de Rondônia, a criação de uma escola na pequena vila de Espigão. Encontraram de início resistência, mas finalmente conseguiram autorização, porém, com a condição de que se responsabilizassem pela escolha da professora e providenciassem o espaço físico para a escola.
Assim, foi escolhida para professora a senhora Guiomar Alves Ferreira, que em 1º março de 1971, deu início às aulas em um barraco de madeira lascada, chão batido e teto coberto com tabuinhas, a qual recebeu o nome de Escola Isolada Dr. Rafael Vaz e Silva. 
Com a crescente demanda de alunos, tornou-se necessária a presença de mais uma professora e, em agosto do mesmo ano, a senhora lsaura Boone, que havia chegado recentemente à Vila, também passou a dar aulas na escola. Em 1972, mais uma professora veio se juntar às pioneiras, a senhora Zilda Alves Azevedo. Ainda em 1972, os irmãos Melhorança, colonizadores da região, sentiram a necessidade de construir uma escola que desse melhores condições aos alunos e professores, pois a existente estava em precária situação. Foi construída então, a Escola Sete de Setembro, a qual entrou em atividade no ano de 1973, como particular, pois o território não autorizou seu funcionamento, ficando então o pagamento das professoras, bem como a merenda e todo o material escolar, sob a responsabilidade da firma colonizadora ltaporanga.
A inauguraçao da escola ocorreu em 07 de março, porém, somente em 11 de março do mesmo ano, o Governo do Território de Rondônia concedeu o reconhecimento da escola, quando através do Decreto 699, foi criada legalmente a Escola Sete de Setembro, atendendo alunos de 1ª a 4ª séries.
Em 1975, começou a funcionar na escola, estudos referentes a 5ª série e foram contratados professores pelo ex-Território Federal de Rondônia.
Em 21 de fevereiro de 1979, através do decreto 993, foi implantado na escola, o Ensino Médio, denominado 2° Grau Magistério, na época. 
Hoje, a escola conta com alunos matriculados no Ensino médio, além de três escolas-pólo, que oferecem o Ensino Médio no campo nos distritos de Espigão do Oeste.

## Localização
A Escola 7 de Setembro está localizada na Rua Suruí, nº 2845, no centro da cidade. Quando fundada, a escola estava sediada no quarteirão de número 11, mudando-se para o quarteirão de número 1 (onde hoje é a praça Municipal Nilo Balbinot) alguns anos depois. Hoje a escola está novamente localizada no mesmo local onde foi fundada em 1973.

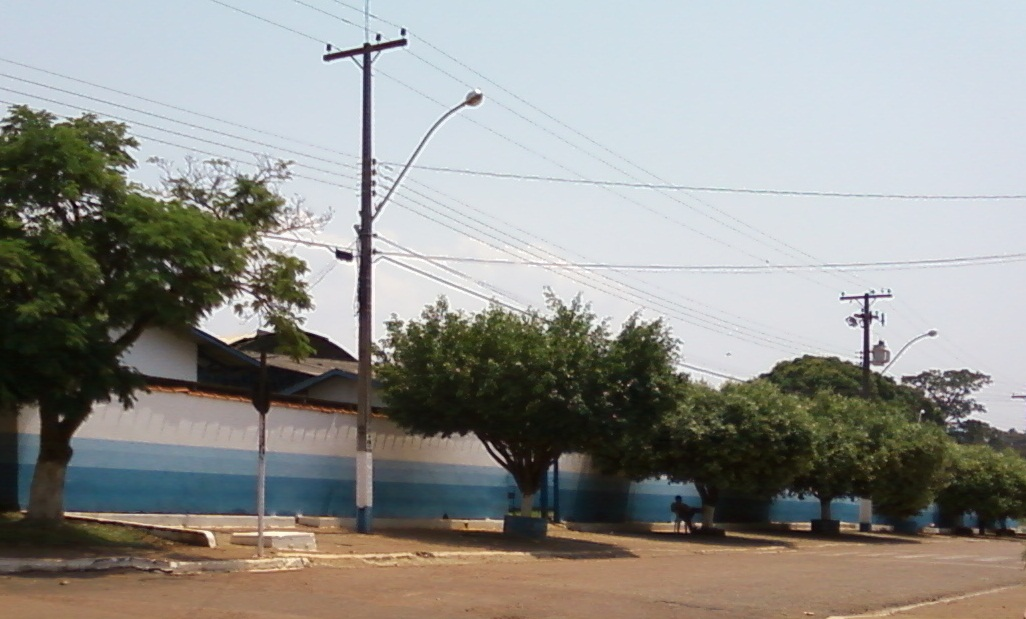
Escola Sete de Setembro em 2011.

## Características
A escola possui:
- Área total da escola é de 4,800 m²;
- 4 Escolas pólo;
- 88 Funcionários (professores, zeladoras, orientadoras, secretários etc.);
- 9 salas de aula, climatizadas, com capacidade máxima para 950 alunos;
- 1 Laboratório de informática, climatizado, com 29 computadores;
- 1 Sala de vídeo, climatizada;
- 1 Biblioteca, com sala de pesquisas;
- 1 Sala de leitura, climatizada;
- 1 Quadra poliesportiva de 880 m² com banheiros;
- 1 Cozinha;
- 1 Refeitório (em construção[6]);
- 1 Palco para eventos;
- Pátio de 490 m²;
- 1 sala para os Professores, climatizada;
- 4 salas da equipe gestora, todas climatizadas.

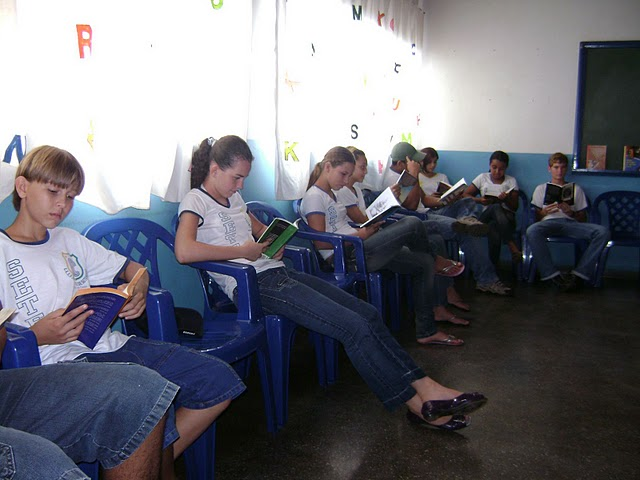
Alunos na sala de Leitura.

## Alunos

### Matrículas
Em 2013 a Escola 7 de Setembro contava com 930 alunos formalmente matriculados em sua rede de ensino. Atendendo exclusivamente alunos do ensino médio:
- Matrículas por Série

| 1º Ano do EM | 2º Ano do EM | 3º Ano do EM | Total      |
| ------------ | ------------ | ------------ | ---------- |
| 358 Alunos   | 333 Alunos   | 239 Alunos   | 930 Alunos |

### Taxas de Rendimento
Ao final do ano letivo os alunos matriculados podem ser aprovados, reprovados ou abandonar os estudos:
| Ensino Médio | Reprovação | Abandono | Aprovação |
| ------------ | ---------- | -------- | --------- |
| 1º Ano EM    | 8,3%       | 13,1%    | 78,6%     |
| 2º Ano EM    | 4,1%       | 10,2%    | 85,7%     |
| 3º Ano EM    | 2,5%       | 8,1%     | 89,4%     |
| Total EM     | 5,3%       | 10,8%    | 83,9%     |

### Religião
A religião dos Alunos matriculados é dividida em:
50% Católicos;
40% Evangélicos e
10% Não declarados.

## Lúcia Tereza
A ex-Prefeita de Espigão do Oeste e ex-Deputada Estadual de Rondônia, Lúcia Tereza, já foi diretora da Escola 7 de Setembro durante sete anos. Ela assumiu o cargo em 1975, no qual permaneceu até 1981 quando foi eleita prefeita de Espigão do Oeste, sendo a primeira mulher a assumir o cargo de prefeita de uma cidade da Amazônia.

## Prêmio Gestão Escolar
Em 2010 a Escola 7 de Setembro recebeu o Prêmio Gestão Escolar (ano base: 2009), sendo eleita a melhor Escola de Espigão do Oeste e uma das 15 melhores de Rondônia.

## Melhor Escola
Na opinião pública, a escola também foi eleita a melhor escola de Espigão do Oeste, segundo uma pesquisa realizada pela PODP, entre os dias 28 e 30 de junho de 2010.
- Escola 7 de Setembro: 36,2%
- Escola Jean Piaget: 22,4%
- Escola Jerris Adriani Turatti: 6,9%
- Escola Monteiro Lobato: 5,3%
- Escola Fernanda Souza de Paula: 3%

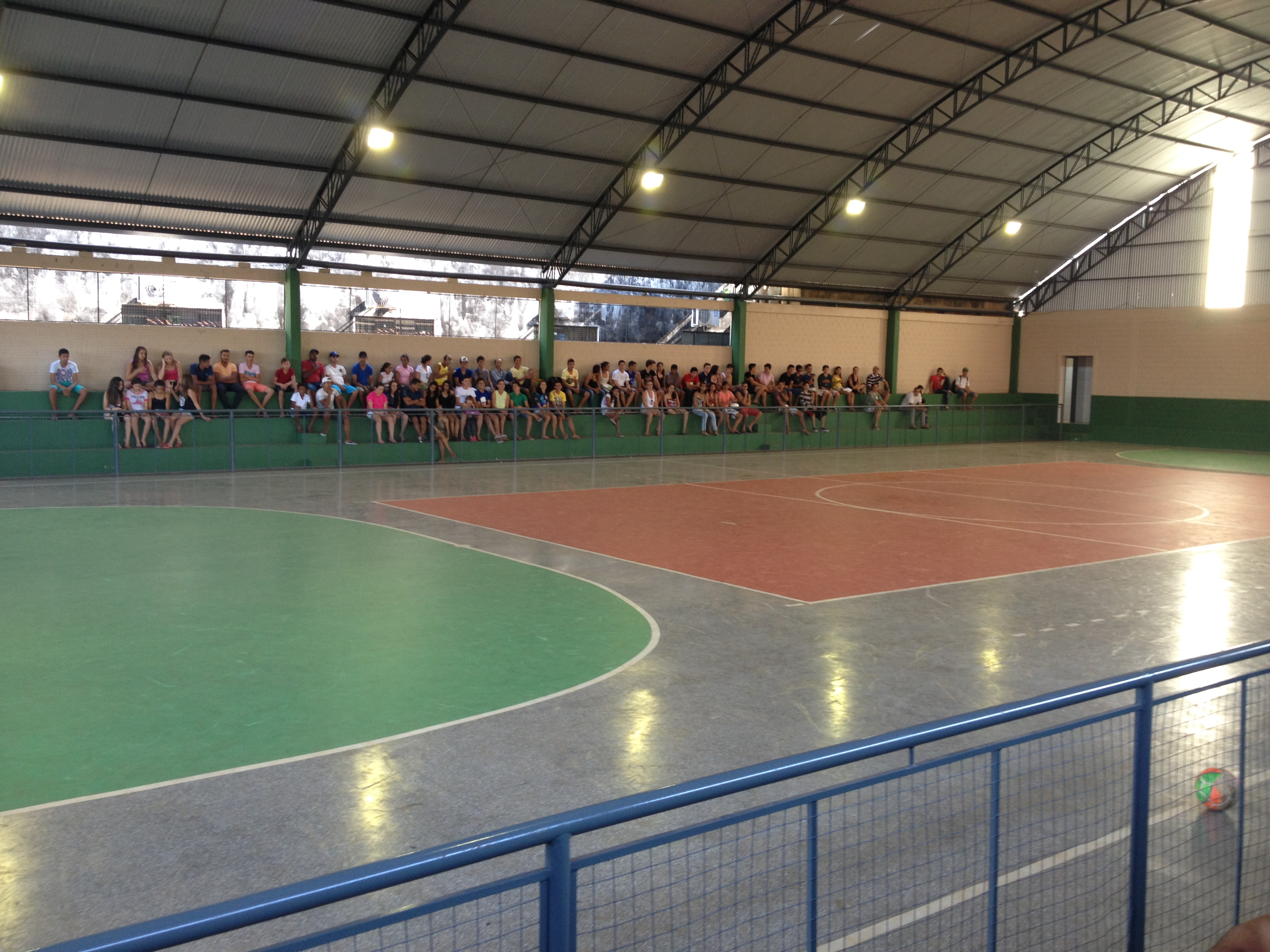
Quadra Poliesportiva da Escola

- Outras: 15,5%
- Todas: 2,3%
- Não sabem: 8,4%

## JOER 2010
A Escola 7 de Setembro participou em 2010, dos Jogos Escolares de Rondônia, onde obteve diversos resultados.
- Atletismo - 800 mts rasos: Vanessa Prediger, 3º Lugar;
- Atletismo - Arremesso de peso: Tainá M. da Silva, 5º Lugar;
- Xadrez: Vanessa Prediger, 6º Lugar.

## Olimpíadas Escolares de Rondônia
Em 2012, as Olimpíadas Escolares de Rondônia, antigo JOER (Jogos Escolares de Rondônia), foram realizados entre os meses de maio e agosto, onde a Escola 7 de Setembro terminou com duas medalhas de ouro e uma de bronze:
- Xadrez: Vanessa Prediger, 1º Lugar;[9]
- Futsal: Equipe Feminina, 1º Lugar.[10]
- Atletismo - Lançamento de Disco: Dionathan Cristian, 3º Lugar;
- Atletismo - Lançamento de Dardo: Dionathan Cristian, 10º Lugar;
- Atletismo - Salto em Distância: Ianderson Macedo Santos, 6º Lugar.

Com o resultado alcançado, as alunas/atletas do Futsal e Xadrez representaram Rondônia nas Olimpíadas Escolares Nacionais que foram realizadas em Cuiabá, entre os dias 25 de novembro e 8 de dezembro.

## CONAE
A aluna Andressa Schulz Calado, da Escola 7 de Setembro, foi eleita em Porto Velho, no dia 6 de novembro de 2009, a aluna representante do Estado de Rondônia na Conferência Nacional de Educação 2010, e representou o estado na CONAE que aconteceu em Brasília (DF), entre os dias 28 de março e 1 de abril de 2010, que contou com a participação de 2.000 representantes/delegados de todos os estados do Brasil (entre pais, professores, alunos, técnicos e gestores).

## PISA
Em 2009 a Escola 7 de Setembro foi uma das 997 escolas públicas e privadas do Brasil a participar do Programa Internacional de Avaliação de Alunos (PISA), que é aplicado a cada 3 anos nos países da OCDE, e em países convidados. 
Na escola 7, as provas foram aplicadas no mês de maio, para cerca de 30 alunos.
No Brasil o programa é coordenado pelo INEP (Instituto Nacional de Estudos e Pesquisas), que tem sede em Brasília.

## Conferência Nacional do Meio Ambiente
A Conferência Estadual do Meio Ambiente de Rondônia, que aconteceu em Porto Velho entre os dias 2 e 6 de março de 2009, para eleger os seus representantes na Conferência Nacional, contou com a participação de estudantes de todo o estado. 
Espigão do Oeste elegeu 4 dos seus 7 representantes, como delegados do estado de Rondônia. Entre eles, a aluna Daniela Carolina Gabiatti da Escola 7 de Setembro, que representou Rondônia na Conferência Nacional que foi realizada em Brasília, no mês de abril de 2009.

## Projetos de Inclusão Social
A Escola 7 de Setembro vem se destacando com ações de inclusões sociais e diversos projetos estão inseridos a comunidade no contexto escolar.

## IDEB
A escola 7 de Setembro é uma das 7 escolas de 6º a 9º ano de Rondônia que, segundo projeções, alcançará nota superior a 6,0 em 2019. 
Em 2005, a escola apresentou um índice de desenvolvimento da educação básica (IDEB) de 4,4. - sendo o 3º melhor de Rondônia.
Em 2011 o IDEB da escola foi 4,1.
- Anos Finais do Ensino Fundamental.

| IDEB 2005             | IDEB 2007              | IDEB 2009              | IDEB 2011              | IDEB 2013 |
| --------------------- | ---------------------- | ---------------------- | ---------------------- | --------- |
| 4,4                   | 4,0                    | 4,2                    | 4,1                    | sem dados |
| 3º melhor de Rondônia | 24º melhor de Rondônia | 34º melhor de Rondônia | 44º melhor de Rondônia | -         |

## OBMEP
A Escola 7 de Setembro participa regularmente na Olimpíada Brasileira de Matemática das Escolas Públicas, obtendo diversos sucessos. Desde sua primeira participação na OBMEP, em 2005, até 2014, a Escola 7 conquistou 3 Medalhas de Bronze e 26 Menções Honrosas (o melhor desempenho de Espigão do Oeste e o 22º melhor de Rondônia). Em 2010 foi a 8ª Colocada entre todas as escolas de Rondônia.

### Alunos Premiados
Os alunos mais premiados da escola são:
- Eliton Lopes de Souza: 66º lugar - Menção Honrosa* (2005), 2º lugar - Medalha de Bronze* (2007), 2º lugar - Medalha de Bronze* (2008), 16º lugar - Menção Honrosa (2009), 2º lugar - Medalha de Bronze (2010), 2º lugar - Medalha de Bronze (2011).
- Kézia Siny Potin: 7º lugar - Medalha de Bronze (2005).
- Christopher Krause: 44º lugar - Menção Honrosa (2007), 9º lugar - Menção Honrosa (2008), 15º lugar - Menção Honrosa (2010).

* Premiação conquistada em outra escola.
Colocação estadual por nível.

### Professores Premiados
Em 2012, Tatiane Lima da Silva, professora de matemática na Escola, foi uma das 20 professoras de Rondônia premiadas na 8ª Edição da Olimpíada, sendo a primeira professora de Espigão do Oeste a conquistar esse feito.

### Programa de Iniciação Cientifica do CNPq
A Escola 7 de Setembro conquistou em 2009, referentes a OBMEP de 2008, 2 das 15 Bolsas de Iniciação Cientifica Júnior do CNPq oferecidas em Rondônia. Sendo a única escola do Estado a conseguir esse feito em 2009. Os alunos contemplados foram:
- Christopher Krause (Pólo: Porto Velho);
- Eliton Lopes de Souza (Pólo: Porto Velho).

Em 2010, a escola foi contemplada novamente, desse vez com 1 bolsa, devido ao excelente desempenho de:
- Eliton Lopes de Souza (Pólo: Vilhena).

## Alteração da nomenclatura da Escola
Em 2012, o nome da escola sofreu uma pequena alteração oficial, passando de EEEFM Sete de Setembro para EEEFM 7 de Setembro.

### Ensino Médio Inovador
Em julho de 2012 foi implantado na Escola o Projeto Ensino Médio Inovador, onde os alunos assistem aulas e fazem atividades em tempo integral.
A proposta do Projeto é revolucionar a educação e reduzir drasticamente a evasão escolar no Ensino Médio em Rondônia, que deverá entrar para a vanguarda, sendo modelo para todo o País.
A Escola 7 de Setembro é uma das primeiras de Rondônia, e a 2ª da cidade a implantar o Projeto.
Ainda de acordo com o secretário, a intenção é que até 2015, final do mandato do governador Confúcio, pelo menos 80 das 416 escolas da rede estadual tenham implantado a educação integral com atrativos que possam contribuir com a redução da evasão escolar, principalmente no Ensino Médio, onde a cada 100 alunos pelo menos 60 não o concluem.

## Eleições Municipais e Presidenciais
No período eleitoral a Escola abriga 21% dos eleitores de Espigão do Oeste, sendo o maior Colégio Eleitoral da cidade, com mais de 4.588 eleitores aptos a votar em 13 seções.

## Diretores da Escola
A Escola 7 de Setembro teve como primeira Diretora, em 1973, a Professora Noádia Maria Franco Márquez.
Em 1974, a professora Lúcia Tereza Rodrigues dos Santos assumiu a direção da Escola, acumulando as funções de supervisora rural e professora de História, ficando neste cargo durante sete anos.

### Eleições Escolares
O processo eleitoral para escolha de Diretores escolares acontece a cada três anos, conforme preconiza a Lei n. 3.018, de 17 de abril de 2013.
- 2015-2017

Em 2014 as eleições aconteceram no dia 10 de dezembro. Foram duas chapas concorrentes, onde foram reeleitos (com 85,67% dos votos):
- Diretor: Deosmar José da Costa
- Vice: Ilca Furtado Cavalcanti
- 2012-2014

Em 30 de novembro de 2011 foi realizado o primeiro processo de eleições diretas para a escolha dos Diretores da Escola, ao qual os eleitos tomaram posse em 16 de janeiro de 2012 para um mandato de 3 anos. Houve duas chapas concorrentes, onde os vencedores (com 74,65% dos votos) foram:
- Diretor: Deosmar José da Costa
- Vice: Ilca Furtado Cavalcanti

### Diretores Nomeados
- 2011 (abril-dezembro)
  - Diretor: Deosmar José da Costa
  - Vice: Ilca Furtado Cavalcanti
- 2011 (até abril)
  - Diretora: Ilca Furtado Cavalcanti
  - Vice: Vicente da Fonseca
- 2010
  - Diretor: Alan Francisco Gonçalves de Souza
  - Vice: Ilca Furtado Cavalcanti
- 2009
  - Diretor: Alan Francisco Gonçalves de Souza
  - Vice: Ilca Furtado Cavalcanti
- 2008
  - Diretor: José Carlos Ganda
  - Vice: Adelcy Romlo
- 2007
  - Diretor: José Carlos Ganda
  - Vice: Adelcy Romlo
- 2006
  - Diretora: Maristela Brandão de Andrade
  - Vice: Maridione da Silva
- 2005
  - Diretora: Maristela Brandão de Andrade
  - Vice: Maridione da Silva